# Contee del Dakota del Sud

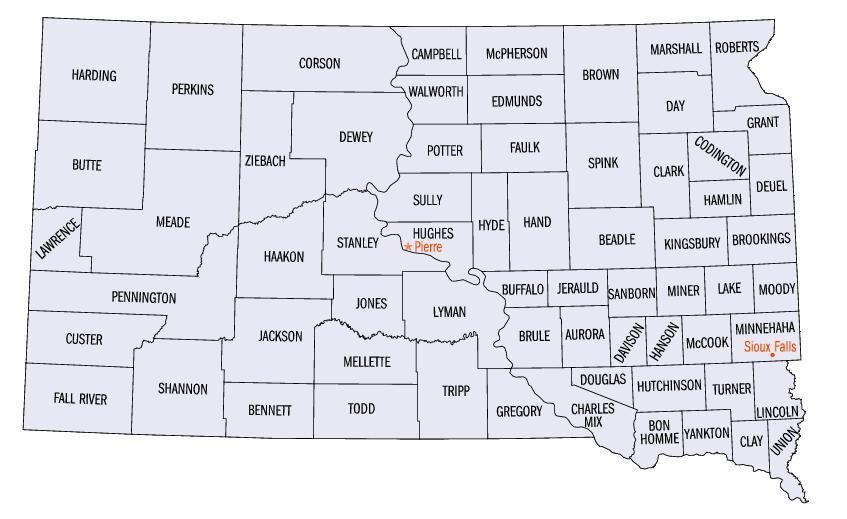
Contee del Dakota del Sud

Lo stato statunitense del Dakota del Sud è suddiviso in 66 contee.
1. Aurora
2. Beadle
3. Bennett
4. Bon Homme
5. Brookings
6. Brown
7. Brule
8. Buffalo
9. Butte
10. Campbell
11. Charles Mix
12. Clark
13. Clay
14. Codington
15. Corson
16. Custer
17. Davison
18. Day
19. Deuel
20. Dewey
21. Douglas
22. Edmunds
23. Fall River
24. Faulk
25. Grant
26. Gregory
27. Haakon
28. Hamlin
29. Hand
30. Hanson
31. Harding
32. Hughes
33. Hutchinson
34. Hyde
35. Jackson
36. Jerauld
37. Jones
38. Kingsbury
39. Lake
40. Lawrence
41. Lincoln
42. Lyman
43. Marshall
44. McCook
45. McPherson
46. Meade
47. Mellette
48. Miner
49. Minnehaha
50. Moody
51. Pennington
52. Perkins
53. Potter
54. Roberts
55. Sanborn
56. Shannon
57. Spink
58. Stanley
59. Sully
60. Todd
61. Tripp
62. Turner
63. Union
64. Walworth
65. Yankton
66. Ziebach